# Gnummareddi
Gli gnummarieddhri sono una specialità alimentare tipica, con numerose varianti nel nome e nella ricetta, della tradizione pugliese, lucana, campana, molisana, abruzzese, laziale e calabrese; e nella variante sarda trattalia o trottobia con un complicato intreccio dell'intestino, sono involtini a base di interiora di agnello o capretto in budello. Sono anche noti, secondo il luogo d'origine, come turcinelli, mugliatielli, zanzanedd, mazzarelle, abbuoti, abbticchie, mboti, 'mbojecate, marretti, mugnatielli, bruscatizzi, mazzacorde,'ndruocchjl o mbujacati.

## Etimologia
Il nome richiama la forma del prodotto e deriva dal latino glomus, glomeris da cui l'antico gnomerru cioè "gomitoletto". Tra le varianti nel nome derivati dalla stessa radice: gnummariiddo (nella Provincia di Taranto), nghiemeridde (usata a Bari e provincia) ghimirid (usata a Turi e a Sammichele di Bari), gnommareddhri (Salento meridionale), gnummeruìdde o gnimmeredde (provincia di Matera), gnummeriedde (provincia di Potenza), gnumerèdde ad Altamura, gnumerídde a Gravina in Puglia, gnòmmuru in Salento e gliommarieddi in Calabria ove sono anche noti, a seconda delle zone (ad esempio in provincia di Cosenza) come mazzacorde.
Il nome turcinello, denominazione usata nel Foggiano, deriva dal verbo torcere e significa "piccolo attorcigliamento", da cui anche turcinieddhri (denominazione usata a Lecce), turcinieddi (in uso a Brindisi), turcenelle (Chieti) e turcinille (a Lanciano e Vasto). La denominazione 'mboti è invece usata nella zona di Nardò e Gallipoli.. Vengono chiamati zzubbi nel comune di Salice Salentino. 
In Irpinia e in altre zone della Campania sono noti come mugliatielli o abbuoti, in Provincia di Benevento (soprattutto nella zona di San Marco dei Cavoti e dell'Alto Fortore) vengono chiamati mugnatielli, mentre nell'Alta Murgia, a Minervino Murge sono chiamati maricidd. Infine a Teramo vengono chiamati mazzarelle.
Molto simili sono i marretti che hanno dimensioni maggiori (circa 15 cm) e sono la variante di Ostuni. Nella tradizione di Matera i marretti sono preparati con le parti più pregiate delle interiora d'agnello, mentre gli gnummareddi vengono realizzati con gli scarti di questi.

## Ricetta
Gli gnummareddi sono preparati con frattaglie miste di agnello o capretto da latte (fegato, polmone e rognone) strette all'interno del loro stesso budello, insieme a foglie di prezzemolo gigante e carosello (semi di finocchio selvatico).     
Alcune varianti (per esempio in alcune zone dell'Irpinia) contemplano anche l'uso di trippa, animelle e di pezzetti di altra carne nel ripieno. Nella tradizione lucana si usa condirli anche con pepe nero macinato. Fra gli altri ingredienti presenti, secondo le numerose varianti, possono esservi pecorino o altro formaggio, alloro, lardo, peperoncino, aglio e spezie varie. 
Le interiora sono tagliate in piccoli pezzi e mescolate con gli altri ingredienti. L'intestino viene preparato con numerosi lavaggi in acqua salata o acqua e limone e lasciato asciugare per alcune ore. Viene quindi rifilato in strisce longitudinali di circa 5 cm, poi riempite con il preparato di interiora e avvolto con strisce di budelli o membrana peritoneale per trattenere il ripieno, formando la caratteristica forma cilindrica.
Tra gli ingredienti delle mazzarelle teramane compare inoltre l'indivia, nella quale sono avvolte le interiora, anziché nel budello.

## Cottura
Gli gnummareddi vengono in prevalenza cucinati alla griglia, con foglie d'alloro o con rami di ulivo e ramagghia, ovvero fogliame di ulivi, ottenuto in seguito a potatura, che poi viene seccato e conservato in balle per vari mesi. Vengono poi serviti al piatto o, talvolta, in un panino.
Nel tarantino (Crispiano, Castellaneta, Martina F. Laterza, Ginosa) oltre al fegato, polmone e rognone si aggiunge l'animella, con foglie di alloro, la cottura avviene in appositi fornelli alimentati con carbone di macchia mediterranea, in questi particolari fornelli gli spiedi (lunghi 60-70 cm) vengono posizionati verticalmente.
A Locorotondo è tradizionale la ricetta degli gnumerèdde suffuchète, dove la pietanza riceve una lunga cottura in umido di 4-5 ore con olio, acqua, scorzette di pecorino, alloro, pomodoro, sedano e cipolla. I marretti di Ostuni sono anche cucinati al forno con patate. Altre ricette includono rosolatura in padella e cottura in sugo di pomodoro.
In Irpinia è popolare la ricetta dei mugliatielli cas’ e ove, stufati in cipolla, vino, acqua e completati da un battuto di uova, pecorino, pepe e prezzemolo.

## Origine e diffusione
Nell'Italia meridionale, l'allevamento degli ovini trova origini millenarie, legate alla tradizione greca e della Mesopotamia; gli gnummareddi rappresentano uno degli elementi topici di questo legame.
Similmente alla storia di molte altre specialità italiane a base di frattaglie, le origini si fanno risalire al tempo dei latifondi, quando le parti pregiate degli animali macellati erano appannaggio dei ricchi mezzadri, mentre ai contadini e al popolo meno abbiente non restavano che gli scarti e le interiora.
A seconda delle zone di origine, gli gnummareddi sono preparati tutto l'anno, o possono costituire uno dei piatti tradizionali delle festività pasquali; in Basilicata rimangono un piatto della tradizione apprezzato in prevalenza nella cucina domestica, ma comunque molto ricercato, non facilmente disponibile fuori dalle zone di produzione.
In molte delle tipiche sagre dei territori d'origine, il prodotto occupa un posto di rilievo tra le griglie e riscuote apprezzamento tra i turisti.
Importanti similitudini con gli gnummareddi si riscontrano anche in altre specialità della tradizione italiana, come ad esempio le stigghiole palermitane, le mazzarelle abruzzesi e la cordula sarda (sa corda in sardo). In Abruzzo fanno parte dei Prodotti agroalimentari tradizionali abruzzesi.
Simili preparazioni a base di interiora di ovini e caprini sono ampiamente diffuse nei Balcani e in medio oriente. In Grecia sono diffusi i gardouba (γαρδούμπα) o gardoubakia (γαρδουμπάκια), molto simili agli gnummareddi. Altre varianti diffuse sono il kokoretsi (κοκορέτσι) greco e il kokoreç turco, sempre a base di intestini e frattaglie, ma di dimensioni notevolmente maggiori, cotti in uno spiedo orizzontale e serviti a pezzi in un panino.

## Eventi
- Sagra del Fegatino (nome italianizzato degli Gnumareddi), si svolge a Crispiano (TA) tra il 15 ed il 22 luglio.
- La Sagra dello Gnumerèdde affuchète o strafuchète si svolge ogni anno a Locorotondo nella prima domenica di agosto, si tratta di involtini fatti con foglio di trippa di agnello cotti in pignata.[27]
- In provincia di Matera, a Gorgoglione, intorno a metà agosto, si svolge la sagra de u gliumuriell.[36]
- Sagra du Gnumridd, si svolge a Poggiorsini (BA) la prima settimana di Agosto.

## Nei media e nella letteratura
Gli gnummareddi compaiono in diverse opere letterarie e cinematografiche. Tra queste si può per esempio citare il film del 2010 di Rocco Papaleo Basilicata coast to coast. A volte nelle opere letterarie vengono utilizzate altre grafie, tra le quali gliummarielli nella poesia 'o scartellato dal poeta teatrale napoletano Raffaele Chiurazzi, e gnemurielli nel romanzo Cristo si è fermato a Eboli di Carlo Levi. 
Con il nome di Turcinieddhri danno il titolo ad un brano del 1992 del gruppo salentino Sud Sound System.